# Prejotacja
Prejotacja – proces fonetyczny (rodzaj protezy) polegający na pojawieniu się /j/ przed samogłoską w nagłosie (na początku wyrazu). Zaszła np. w języku prasłowiańskim i gwarach polskich: anioł > janioł. Prejotacja e-, a- w nagłosie jest zjawiskiem zanikającym.